# Mesodesma donacium
La macha (Mesodesma donacium) es un molusco bivalvo de la familia Mesodesmatidae, es nativo de la costa occidental de América del Sur, entre la bahía de Sechura (Perú) y las playas del río Inío (Chile).

## Descripción y ciclo de vida
Es una especie dioica que carece de dimorfismo sexual. Vive enterrado en playas de arena con un gran oleaje y, al ser extraído para consumo humano en forma constante en todas sus áreas de distribución, sus poblaciones se han reducido y existen disposiciones legales que regulan su captura.
Es una especie diploide, de cariotipo 2n = 38.

## Hábitat y distribución
Su área de distribución abarca desde la bahía de Sechura, en Perú, hasta el sur de la Isla Grande de Chiloé, en Chile. El fenómeno de El Niño de 1997-1998 provocó gran mortandad de individuos en el sur de Perú y el norte de Chile, y se produjeron grandes descensos de biomasa e incluso extinciones locales.
Habitan en playas arenosas, principalmente en las rompientes.

## Explotación

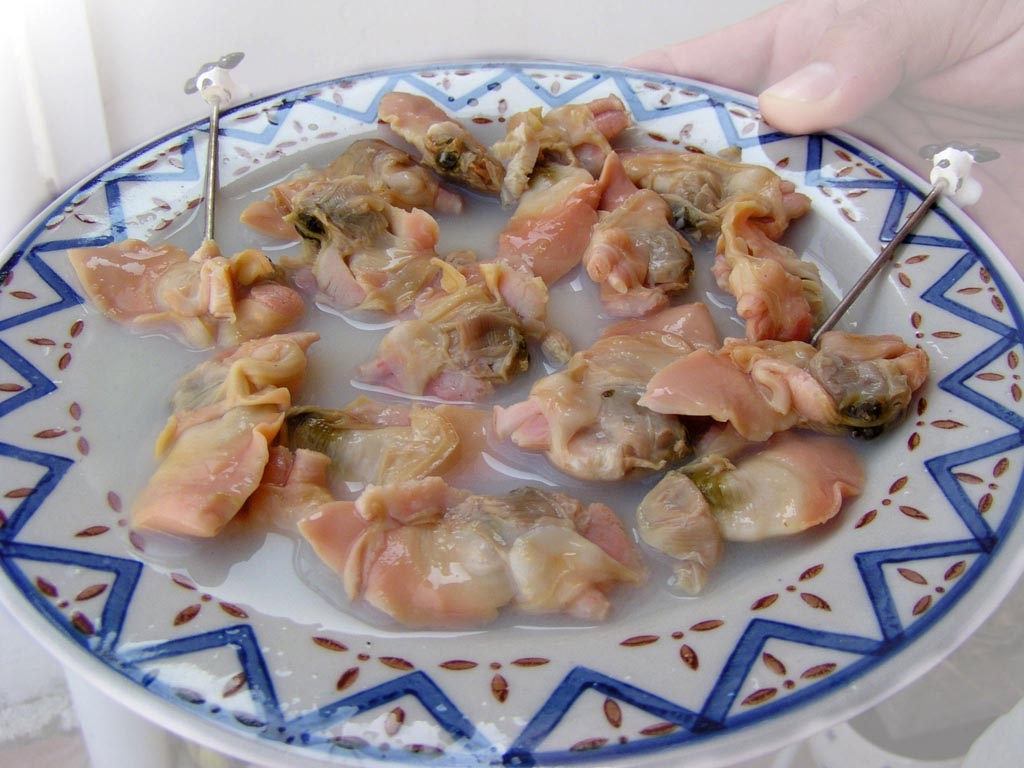
Plato de machas.

La extracción de machas por parte de poblaciones costeras desde hace miles de años está atestiguada en conchales de la costa peruana, entre los cuales existen algunos compuestos en su mayor parte de conchas de este molusco.
En 1997 se extrajeron 2800 toneladas en el sur del Perú, en tanto en 1999, se alcanzaron las 712 toneladas. La extracción en años posteriores y hasta al menos el 2015 ha sido nula.
En las playas cercanas a la desembocadura del río Maipo se ha encontrado que las machas están contaminadas con arsénico, plomo y mercurio y que los niveles de este último metal son lo suficientemente altos como para tener efectos nocivos en el mediano plazo en niños y adolescentes.